# Alfonsas Petrulis
Alfonsas Petrulis est un prêtre catholique lituanien né le 4 août 1873 à Kateliškiai, dans la municipalité de Biržai, et mort le 28 juin 1928  à Musninkai (en), dans la municipalité de Širvintos. En février 1918, il est l'un des vingt signataires de la déclaration d'indépendance de la Lituanie.